# Пойнт-Фортин
Пойнт-Фортин (англ. Point Fortin) — боро на юго-западе острова Тринидад в Тринидаде и Тобаго.

## История
Основан в 1783 году в рамках исполнения инициативы о заселении Тринидада католиками — Седула о населении[уточнить] (исп. Cédula de Población). Назван в честь обосновавшегося здесь француза Фортина. 
С отменой рабства в регионе перешли от выращивания сахарного тростника к выращиванию какао и кокосовых орехов. В 1906 году после открытия залежей нефти на юго-востоке острова геологом Артуром Биби-Томпсоном (англ. Arthur Beeby-Thompson), Пойнт-Фортин был перепрофилирован на нефть.
30 апреля 1980 года был отделён от графства Сент-Патрик.

## География
С севера омывается двумя заливами — Айройс и Гуапо. Являясь полуанклавом, со всех сторон на суше граничит с регионом Сипария.

## Население
Согласно переписи населения по данным на 9 января 2011 года в боро проживало 20 235 человек: мужчин — 10 097, женщин — 10 138.

### Предыдущие переписи
- 1987 год — 17,3 тыс. человек[4];
- 15 мая 2000 года — 17 755 человек[4][5].

## Административное деление
Боро разделён на 11 сообществ: 9 городских (англ. urban community) и 2 полугородских (англ. semi-urban community).

### Список сообществ
| Административная единица  | Оригинальное написание | Сообщество    | Население, чел. 2000 год | Население, чел. 2011 год | Площадь, км² | Плотность, чел./км² | Примечание |
| ------------------------- | ---------------------- | ------------- | ------------------------ | ------------------------ | ------------ | ------------------- | ---------- |
| Кэп-де-Вилле              | Cap-de-Ville           | полугородское | 4 352                    | 4 942                    |              |                     |            |
| Клифтон-Хилл              | Clifton Hill           | полугородское | 240                      | 216                      |              |                     |            |
| Эджипт-Виллидж            | Egypt Village          | городское     | 1 947                    | 2 268                    |              |                     |            |
| Фанни-Виллидж             | Fanny Village          | городское     | 3 502                    | 4 255                    |              |                     |            |
| Гонсалез                  | Gonzales               | городское     | 1 798                    | 2 034                    |              |                     |            |
| Голливуд                  | Hollywood              | городское     | 681                      | 1 493                    |              |                     |            |
| Ньюлэндз                  | Newlands               | городское     | 593                      | 304                      |              |                     |            |
| Нью-Виллидж               | New Village            | городское     | 1 539                    | 1 893                    |              |                     |            |
| Пойнт-Фортин-Пропер       | Point Fortin Proper    | городское     | 2 509                    | 2 319                    |              |                     |            |
| Пойнт-Лигур               | Point Ligoure          | городское     | 1 332                    | 1 385                    |              |                     |            |
| Текайер-Виллидж[уточнить] | Techier Village        | городское     | 1 449                    | 1 632                    |              |                     |            |

## Инфраструктура
- Atlantic LNG — завод по производству сжиженного природного газа.
- Махайка-Овал (англ. Mahaica Oval) —  футбольный стадион вместимостью 2,5 тыс. человек.

## Спорт
- Пойнт-Фортин Сивик (англ. Point Fortin Civic) — футбольный клуб высшего дивизиона.